# Mehrzweckgerät 40

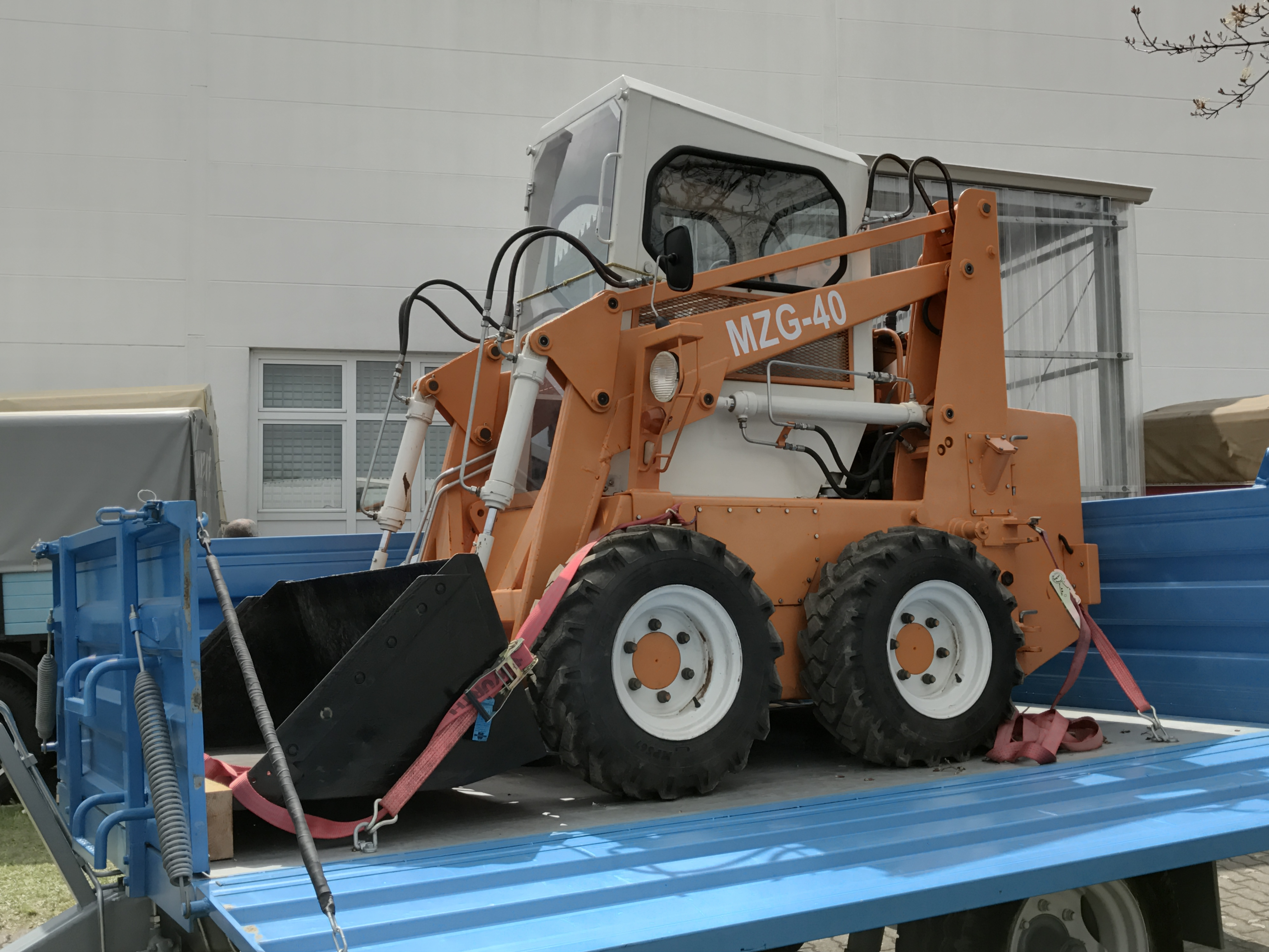
MZG-40

Das Mehrzweckgerät 40 (kurz: MZG-40) war ein Kompaktlader des VEB Baumechanisierung Lengenfeld (Kombinat Baumechanisierung Dresden). 1983 wurde das MZG-40 auf der Leipziger Herbstmesse vorgestellt.
Geeignet war das Gerät vorwiegend für Erd- und Tiefbauarbeiten. Dazu gab es diverse Zusatzgeräte, wie etwa Schaufeln, Frontaufreißer, Greiferschaufel, Anbaubagger, Erdlochbohrer, Gabelstaplergabeln sowie eine hintere Abstützung.
Das von einem Vierzylinder-Viertakt-Dieselmotor mit Wasserkühlung getriebene  Allradfahrzeug erreichte bei einem Dienstgewicht von 2500 kg eine Höchstgeschwindigkeit von 10 km/h. Die Bedienung der Fahr- und Arbeitshydraulik erfolgte per Einhebelbedienung. Mit den beiden hydrostatischen Fahrantrieben konnte das MZG-40 auf der Stelle wenden. Eine verbesserte Version des Gerätes wurde unter der Typenbezeichnung MZG-40-1 vertrieben. Ein größeres Mehrzweckgerät hatte die Bezeichnung MZG 60.